# キレイになんか愛せない
「キレイになんか愛せない」（きれいになんかあいせない）は、PAMELAHの3枚目のシングル。1995年11月8日に発売。

## 概要
TV朝日系「ぱふぉぱふぉ」のテーマ・ソング。

## 収録曲
1. キレイになんか愛せない
作詞：水原由貴　作曲･編曲：小澤正澄
水原によると、「キレイになんか愛せない」というワード自体は水原が高校生（18歳ぐらい）の頃から考えていたもので、「早く使いたいな」と思っていたなかでこの曲（のデモ）を聴き、「この曲なら（ワードが）合うかな」と思ったという。小澤も、サビの頭のメロディーの字数ともぴったりで（いい）と語っている。
2. Dream Again
作詞：Mariko Kurosawa　作曲･編曲：小澤正澄
アルバム「Truth」に収録されたテイクよりクリアな音質となっている。
3. キレイになんか愛せない (original karaoke)

## 収録アルバム
- Truth（#1・#2、1stアルバム）
- HIT COLLECTION -CONFIDENCE-（#1、ベストアルバム）
- REMIX EDITION〜PAMELAHOLIC〜（#1、リミックスアルバム）
- complete of PAMELAH at the BEING studio（#1、非公認ベストアルバム）
- BEST OF BEST 1000 PAMELAH（#1、非公認ベストアルバム）